# MAN SE
Pour les articles homonymes, voir Man.
MAN SE (Maschinenfabrik Augsburg-Nürnberg, Societas Europaea), anciennement MAN AG, est un constructeur de machines et véhicules industriels dont le siège social est à Munich en Allemagne. Les sociétés du groupe MAN fabriquent des camions, des autobus, des moteurs Diesel et des turbomachines: turbocompresseurs et turbines à vapeur.
Le groupe exploite des usines en France, en Autriche, en Suisse, au Danemark, en Pologne, en Turquie, en Afrique du Sud, au Brésil, au Mexique, en Inde et en Chine. L’un des principaux sites de production de moteurs Diesel est basé à Saint-Nazaire. Outre l'Europe, l'entreprise réalise des ventes en Amérique latine, en Russie, en Afrique, en Chine et dans le reste de l'Asie.
En juillet 2011, Volkswagen réalise une offre publique d'achat (OPA) sur MAN et devient majoritaire au capital. En août 2021, Traton (en), filiale véhicules industriels de Volkswagen, qui possédait la majeure partie du capital de MAN SE finalise son rachat et absorbe la société. Les anciennes filiales de MAN SE, dont MAN Truck & Bus, sont désormais directement la propriété de Traton ou de Volkswagen AG et MAN SE cesse d'exister.

## Organisation
Le groupe MAN (dont la société faîtière est MAN SE, basée à Munich) se concentre sur deux segments industriels : Commercial Vehicles (véhicules industriels) et Power Engineering (moteurs Diesel, génératrice).

### Véhicules commerciaux
MAN Truck & Bus est basée à Munich ; la filiale française MAN Truck & Bus France étant basée à Évry-Courcouronnes. Le montant total des recettes réalisées en France avoisinait les 460 millions d’euros en 2009.
MAN Latin America est basée à São Paulo au Brésil

### Power Engineering: moteurs Diesel et turbomachines

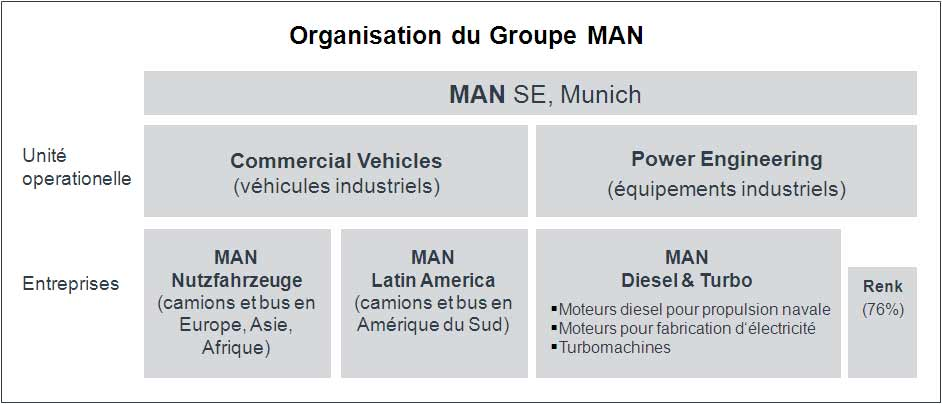
structure du Groupe MAN (source: Rapport annuel MAN SE 2009).

MAN Diesel & Turbo SE, devenue MAN Energy Solutions (en), est basée à Augsbourg en Allemagne ; la filiale française MAN Diesel & Turbo SAS étant basée à Villepinte et une usine de gros moteurs Diesel située à Saint-Nazaire.
Renk GmbH (en) est basée à Augsbourg en Allemagne: MAN détient 76 % de la société

### Participations
Sinotruk (Hong Kong) Limited est basée à Hong Kong, en Chine : MAN détient 25 % (+ 1 action) dans le constructeur chinois

## Historique

### Fondation

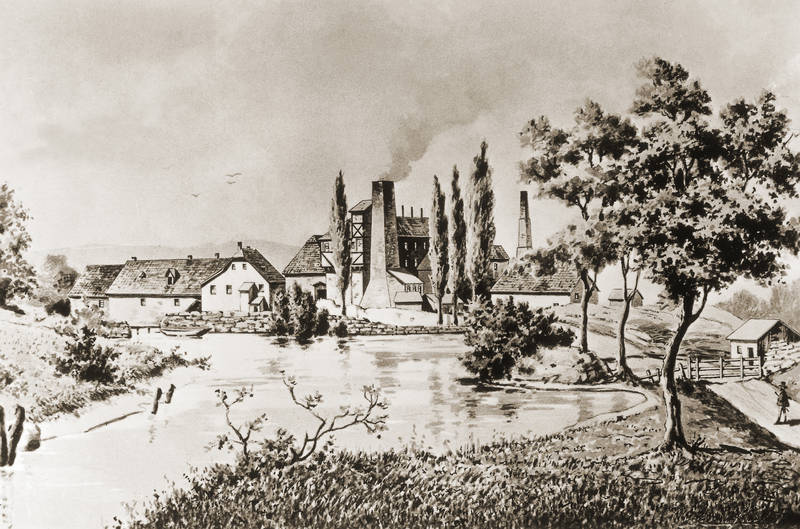
Usine sidérurgique "St. Antony" à Oberhausen, en 1758.

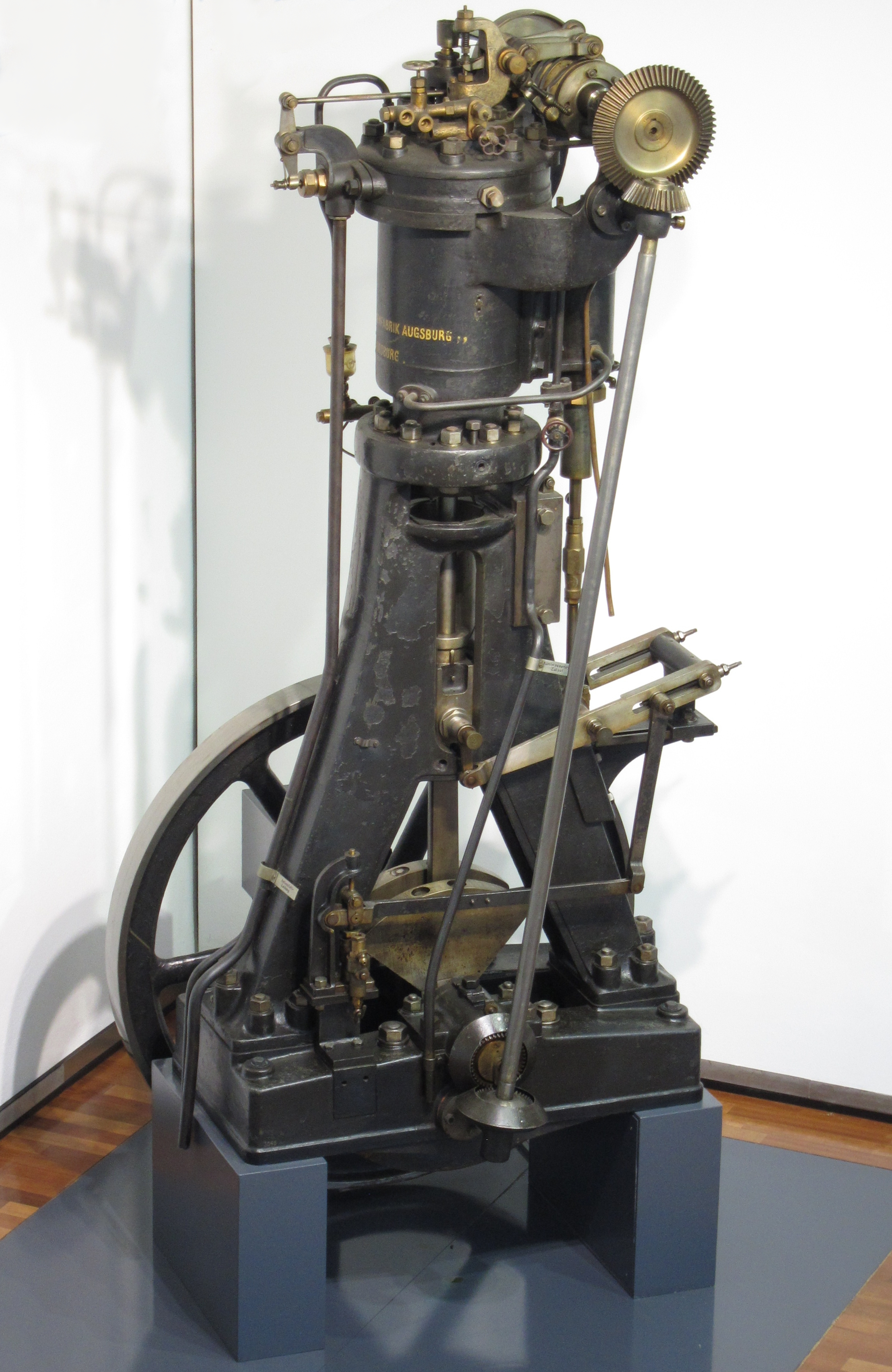
Premier moteur développé par Rudolf Diesel.

Les racines du groupe MAN remontent à plus de 250 ans. L’année 1758 a vu l'ouverture de l’usine sidérurgique « St. Antony » à Oberhausen, qui fut l’une des premières opérations industrielles lourdes dans la région de la Ruhr en Allemagne. Elle fut suivie en 1782, par l’usine sidérurgique « Gute Hoffnung » (bon espoir),.
En 1897, l'ingénieur Rudolf Diesel a construit le premier moteur Diesel fonctionnel du monde au sein de ce qui était alors appelé "Maschinenfabrik Augsburg AG", et qui a fusionné en 1898 avec "Maschinenbau-AG Nürnberg" pour devenir "Vereinigte Maschinenfabrik Augsburg und Maschinenbaugesellschaft Nürnberg A.G.". En 1908, le conglomérat a été nommé M.A.N. "Maschinenfabrik Augsburg-Nürnberg AG".

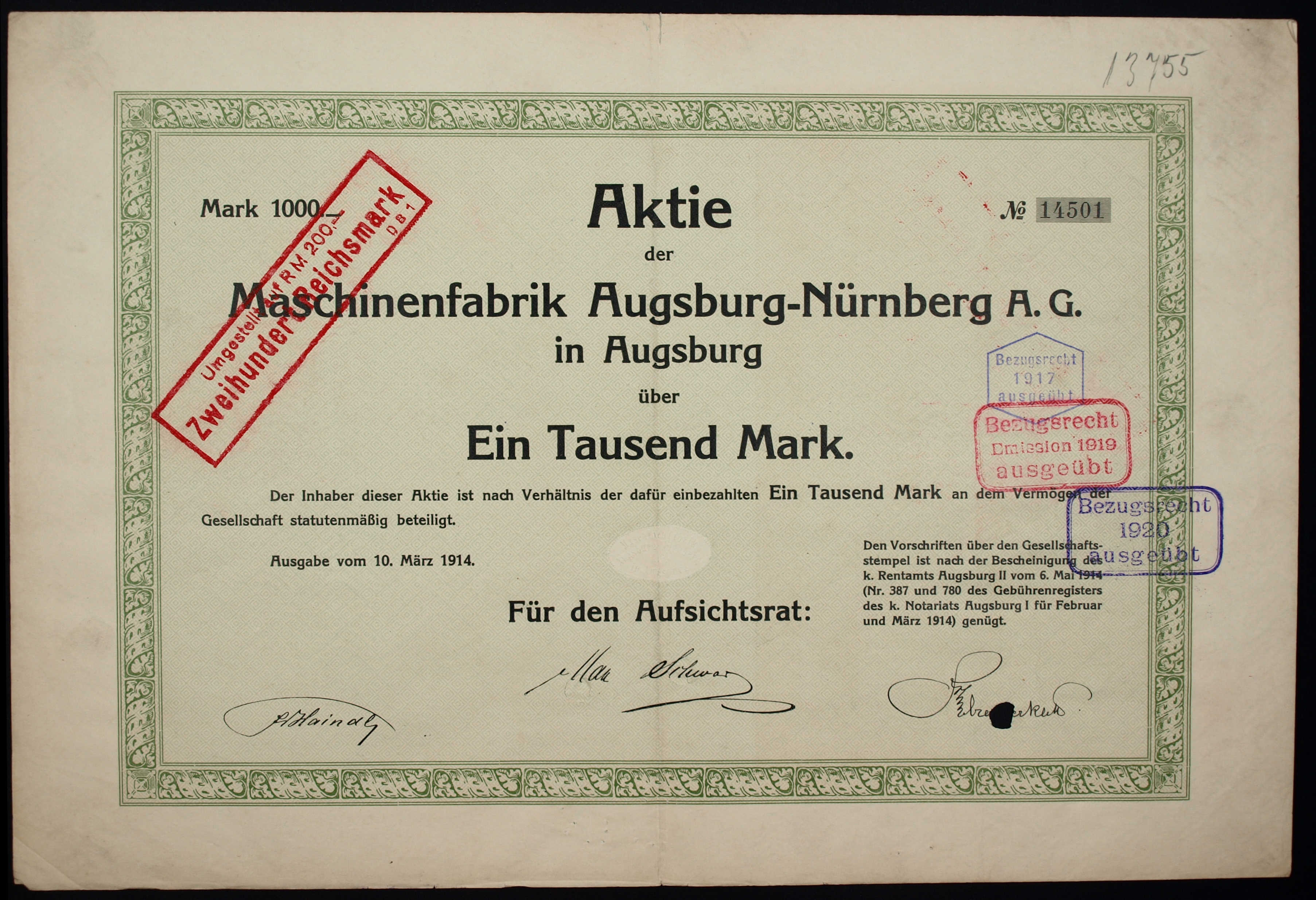
Action de la Maschinenfabrik Augsburg-Nürnberg AG en date du 10 mars 1914

Au début des années 1910, ce fabricant de charpente en acier obtient l'adjudication de deux ponts remarquables, la Deutzer Brücke de Cologne, et la Deutschherrnbrücke de Francfort.
En 1915, M.A.N. acquit une licence de la compagnie suisse Saurer pour construire des camions dans une usine située à Lindau, mais cet accord prit fin en 1918.
En 1920, M.A.N. introduit sur le marché des camions sous son propre nom.
En 1921, la société GHH, fondée en 1873 (Gutehoffnungshütte Actienverein für Bergbau und Hüttenbetrieb, Sterkrade) et successeur de l’usine sidérurgique « St. Antony », a pris le contrôle de M.A.N. Cependant, M.A.N. a continué d’exister sous forme de groupe contractuel jusqu’en 1986, date à laquelle il fut fusionné avec GHH et le siège social transféré à Munich.
En 1923, M.A.N. construisit son premier moteur Diesel à injection directe, quatre-temps, de 4 cylindres et 40 chevaux à 900 tours par minute. Un camion équipé d'un tel moteur fut exposé à la foire de Berlin de 1924. Mais c'est trois ans plus tard que les moteurs Diesel de 6 cylindres, de 100 chevaux, furent disponibles sur les camions. En 1926, M.A.N. lança un camion à transmission par chaîne, avec un moteur à essence de 6 cylindres de 150 chevaux.

### Crise et Seconde Guerre mondiale
En 1930, la gamme de camions était de 3, 3.5, 4, 5, 6 et 8 tonnes de charge utile, avec un choix de moteurs Diesel ou à essence. En 1932, un tracteur à capot, du nom de S1H6, avec un moteur Diesel de 16,6 litres, de 140 chevaux pour tirer une remorque.
En 1936, M.A.N. acquit la firme ÖAF de Vienne, Autriche. Si au début la nouvelle entreprise fabriquait uniquement des essieux pour M.A.N., ÖAF finissait par construire des camions militaires pour l'entreprise allemande, de quatre roues motrices, de charge utile de 4 tonnes, et ce, durant la période de la Seconde Guerre mondiale, pour la Wehrmacht. Mais la production de véhicules fut interrompue par les bombardements des deux entreprises.
En 1942, M.A.N a reconstruit quelques entreprises et reçoit une commande d'un nouveau genre, celle d'un blindé VK3002, plus connu sous le nom de Panzer V Panther (Sd.Kfz. 171), qui doit pouvoir combattre efficacement le T-34 soviétique. L'entreprise en fabriquera environ 154 exemplaires par mois en 1943 puis 330 par mois en 1944. En 1945, à la fin de la guerre et lorsque la production cesse, 6 000 modèles seront sortis des usines M.A.N..

### Après la Seconde Guerre mondiale
Après le conflit, l'assemblage de camions fut relancé avec le modèle MK, à moteur Diesel de 6 cylindres de 110 chevaux, et de 5 tonnes de charge utile.
En 1951, deux nouveaux moteurs Diesel furent inaugurés, un moteur de 6 cylindres, avec un turbocompresseur, et un moteur de 8 cylindres.
En 1955, la production de camions fut transférée dans une nouvelle usine située à Munich.
En 1960, la gamme de M.A.N. comprenait des camions en configuration de porteur et tracteur, pour des charges utiles de 5 à 20 tonnes.
En 1968, une collaboration technique avec Saviem permit à l'entreprise française d'utiliser des moteurs de M.A.N., et à la firme germanique de bénéficier de la cabine avancée de Saviem, mais en 1981 ces accords commerciaux prirent fin.
En 1970, M.A.N. fit fusionner les deux firmes de Vienne : ÖAF et Gräf & Stift. Aussi la société de Hongrie RABA NYRT de Györ, construisit sous licence des camions M.A.N. pour son marché intérieur. Aussi Volkswagen, finance un développement d'une gamme de camions légers avec M.A.N., avec pour résultat la série MT, et ensuite M.A.N., inaugure la série F90, de huit essieux et quatre roues directrices, pour les chantiers et comme véhicule militaire. En 1971, M.A.N. prit le contrôle d'une autre firme allemande Büssing AG, de Brunswick. En 1973, DAC obtient un accord pour fabriquer des camions M.A.N. pour le marché local de Roumanie.

### 1986: Fusion et création de MAN AG
En 1986, le directeur de GHH, Klaus Götte, officialise la fusion avec M.A.N., l'entreprise que GHH possède depuis 1921 déjà. Le résultat fut la création de l'entreprise MAN AG (pour la première fois sans points entre les trois lettres), avec siège social à Munich, en Bavière, et cotée dans l'indice boursier allemand DAX.

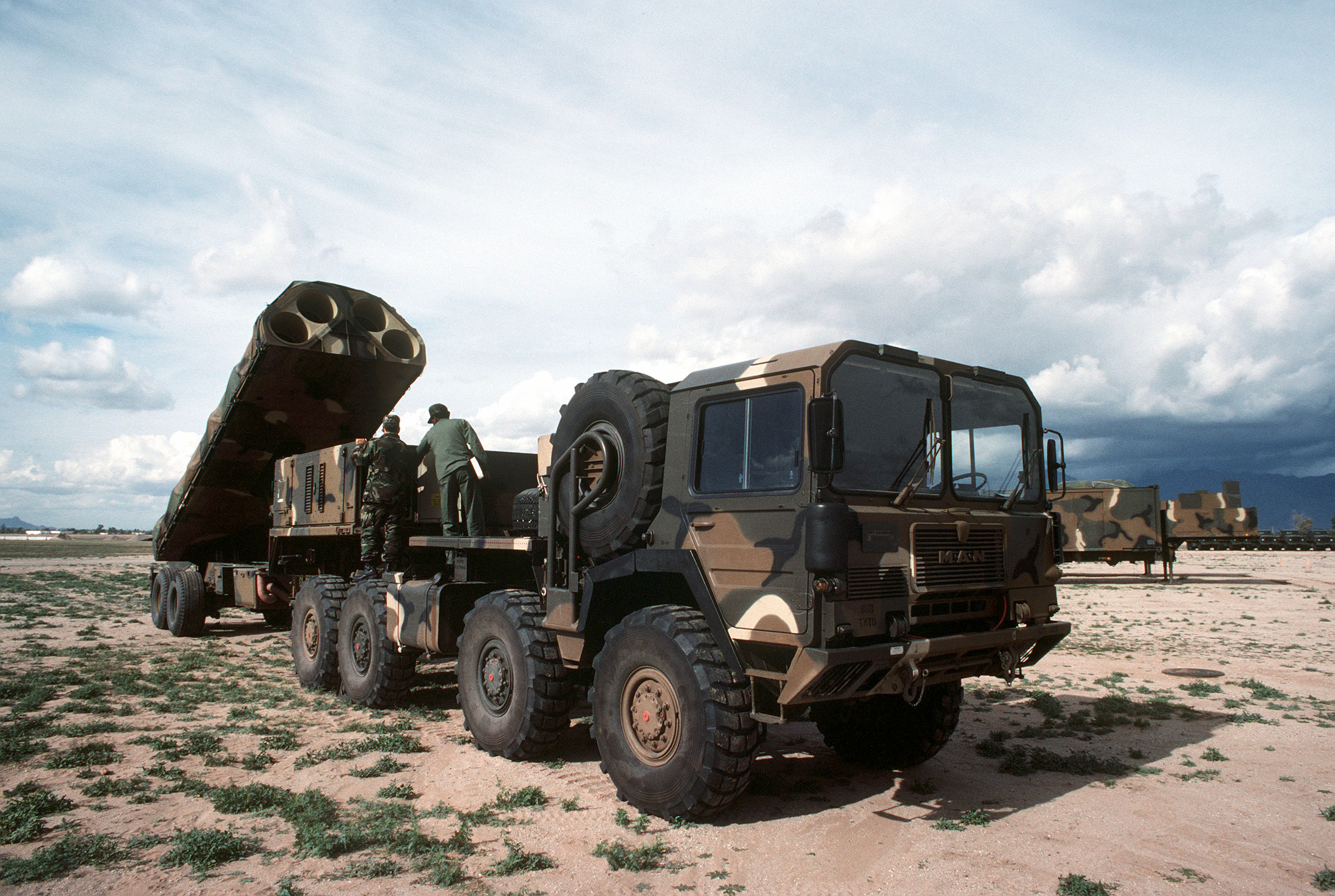
Tracteur MAN AG 8 X 8 de l'USAF avec une remorque pouvant transporter 4 BGM-109G Gryphon en 1983.

En 1987, MAN et MTU rachetèrent le constructeur de moteurs Diesel français SEMT, MAN détenant 50 % des actions. SEMT devient alors SEMT Pielstick. L'entreprise produit des moteurs dans son usine de Saint-Nazaire.
Également en 1986, une nouvelle gamme fut introduite la série F8, en porteur de 16 tonnes et en tracteur semi-remorque de 44 tonnes, ainsi qu'un modèle de tracteur pour l'exceptionnel jusqu'à 105 tonnes de PTR. En 1988, la série M90 une gamme de camions porteurs de 12 à 17 tonnes, avec un moteur Diesel, de 6 cylindres, de 155, 186 et 230 chevaux, d'une transmission de 6 à 16 rapports, avec 7 empattements de 3,60 à 5,80 mètres, avec des freins pneumatiques.
En 1991, MAN reprit la division de camion autrichien de Steyr. Toujours dans les années 1990, MAZ acheta des moteurs Diesel MAN pour ses véhicules, par la suite, MAN pris le contrôle de MAZ de Minsk, Biélorussie en 1999.
En 2000, MAN racheta ERF Trucks, la filiale britannique de Western Star. Aussi un nouveau concept de camion est présenté, la Trucknology Generation (TG) avec, lors de l'inauguration, un moteur Diesel de 6 cylindres, de 12,816 litres, 460 chevaux, 1 900 tours par minute, transmission à 16 vitesses, des freins pneumatiques avec disques, avec système ABS et ASR. PTAC de 19 tonnes en porteur, PTRA, et de 40 tonnes en tracteur avec remorques.
Le groupe se sépare en 2005 de Manroland (en), la partie imprimerie, au profit du groupe Allianz Capital Partners. C'était jusqu'alors le second constructeur mondial de machines à imprimer. MAN conserve néanmoins 35 % des parts de la société rebaptisée Manroland, laquelle est transformée en 2012 en deux entités, Manroland sheetfed et Manroland web systems. La première est acquise par Langley Holdings, la deuxième par Goss International, fusion nommée en 2018 Manroland Goss.
En janvier 2006, MAN racheta les parts de MTU  (aujourd'hui Tognum) dans la française SEMT Pielstick et devint l'actionnaire unique. L'entreprise fut renommée MAN Diesel SA, filiale française de MAN Diesel SE.

### Offre publique d'achat sur Scania
En septembre 2006, MAN fait une OPA à Scania, son concurrent suédois direct. La proposition est approuvée pour la Commission européenne dans le cours du mois de décembre, cependant, MAN décide de retirer son offre en janvier 2007 à la suite du refus des principaux actionnaires Volkswagen et de la puissante famille Wallenberg. En 2008, MAN rend publique son intention de considérer l'achat d'actions Scania afin d'obtenir 20 % du droit de vote au sein de l'entreprise.
En décembre 2008, MAN reprenait les activités camions et bus de Volkswagen au Brésil, qui furent renommées MAN Latin America. MAN devenait ainsi le numéro 1 dans le secteur des camions au Brésil, avec une part de marché de plus de 30 %.
En mai 2009, la société faîtière MAN AG changeait de forme juridique pour devenir une société européenne : MAN SE. En mars 2009, MAN se lançait dans une collaboration avec l’armurier Rheinmetall, et en juillet avec le constructeur de camions chinois Sinotruk, à travers sa filiale hong-kongaise dont MAN détient aujourd'hui 25 % plus une action.
Début 2010, les filiales MAN Diesel SE et MAN Turbomaschinen AG fusionnaient pour devenir une division unique MAN Diesel & Turbo SE qui sera rebaptisée MAN Energy Solutions (en) en juin 2018.

### Affaire de corruption
En 2009, une entente dans le secteur de la production de poids lourds européens est découverte.
En juillet 2016, malgré sa participation, MAN est exonérée, en retour de sa coopération dans l'enquête, de l'amende de 1,2 milliard d'euros infligée par les autorités de la concurrence européenne qu'elle aurait dû recevoir.

### Prise de contrôle par Volkswagen
En mai 2011, VW AG se voit dans l'obligation de faire une offre aux actionnaires de MAN pour reprendre l'entreprise et ainsi fusionner avec sa filiale Scania. En juin, VW déclare détenir 55,9 % des actions ordinaires. Grâce à ce rachat ainsi qu'à la coordination mise en place entre Scania, MAN et VW, le prix des équipements mis à la vente baissent et laissent plus de marge de manœuvre pour le développement. En 2017, le Groupe Volkswagen possède 75,73 % de MAN SE.
En mars 2019, MAN SE annonce que 94,36% de ses actions sont détenues par Traton (en), filiale véhicules industriels de Volkswagen. En février 2020, celui-ci annonce son intention de fusionner avec MAN SE pour simplifier la structure de l'organisation. En août 2021, Traton finalise le rachat et absorbe la société. Les anciennes filiales de MAN SE, dont MAN Truck & Bus, sont désormais directement la propriété de Traton ou de Volkswagen AG et MAN SE disparaît.

## Produits
La filiale MAN Truck & Bus (MAN Camion & Bus), anciennement MAN Nutzfahrzeuge, produit des véhicules industriels ; entre autres des camions (marque : MAN) et des autobus (marques : MAN, Neoplan). La succursale brésilienne MAN Latin America commercialise des camions (marques : VW, MAN) et des autobus (marque : Volksbus).
La filiale MAN Energy Solutions (en) fabrique des moteurs Diesel et des turbomachines (turbocompresseurs et turbines à vapeur). La participation Renk GmbH (en) produit des transmissions pour applications industrielles.

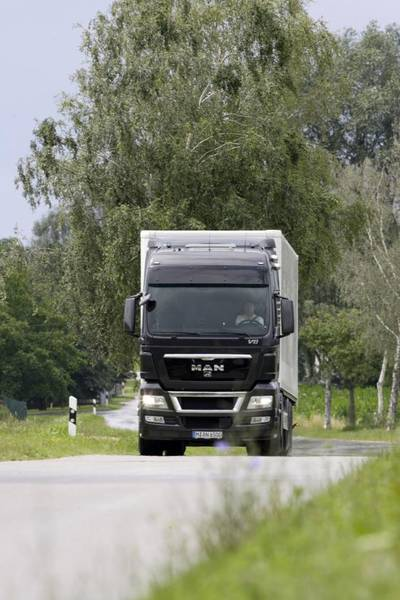
Camion MAN TGX, surtout vendu en Europe.
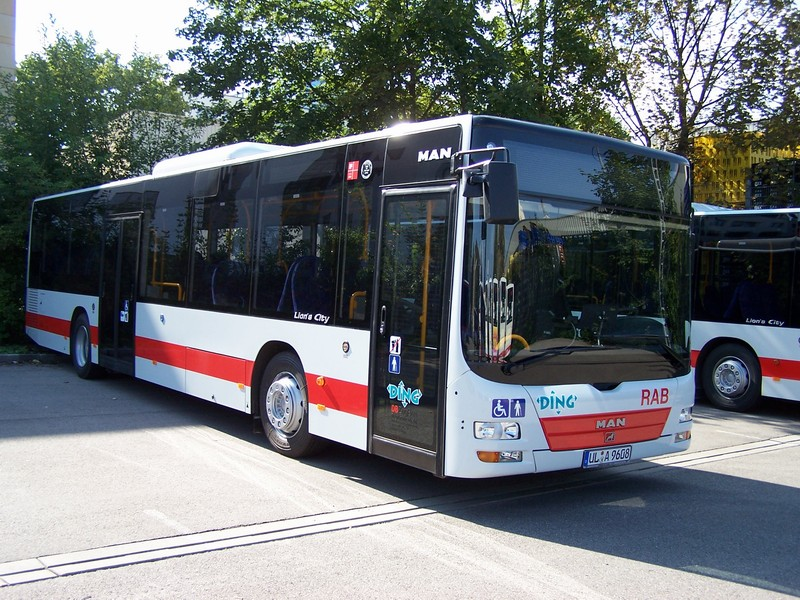
Bus urbain MAN Lion's City.
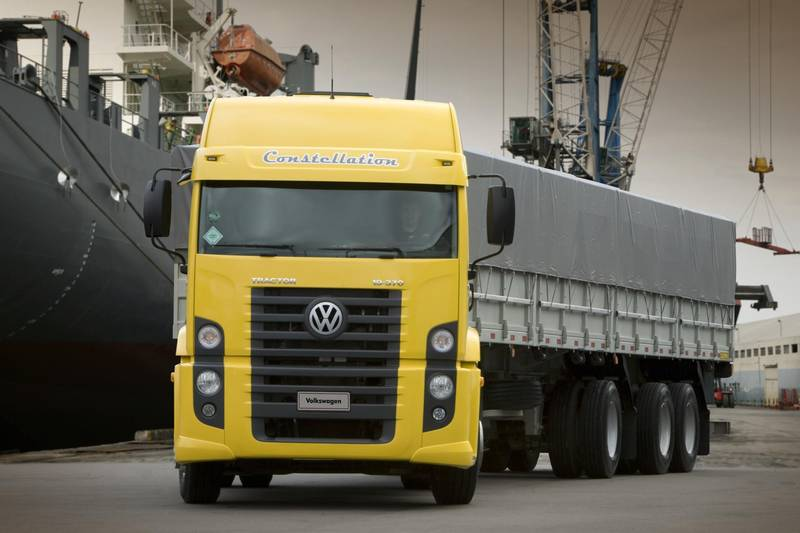
Camion VW Constellation, vendu en Amérique latine.
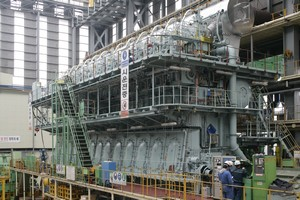
Moteur deux temps MAN pour application maritime.
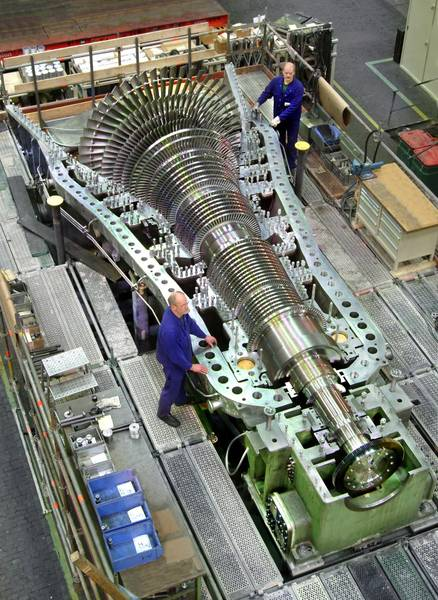
Turbine à vapeur MAN.

La sous-unité de MAN Truck & Bus, MAN Engines & Components à Nuremberg, en Allemagne, fabrique des moteurs Diesel pour les camions et bus MAN et Neoplan. De plus, l'unité propose une gamme de moteurs pour l'équipement d'engins tous types : bateaux, machines agricoles, tracteurs, engins de travaux publics, autorails, locomotives Diesel, etc.

### Camions

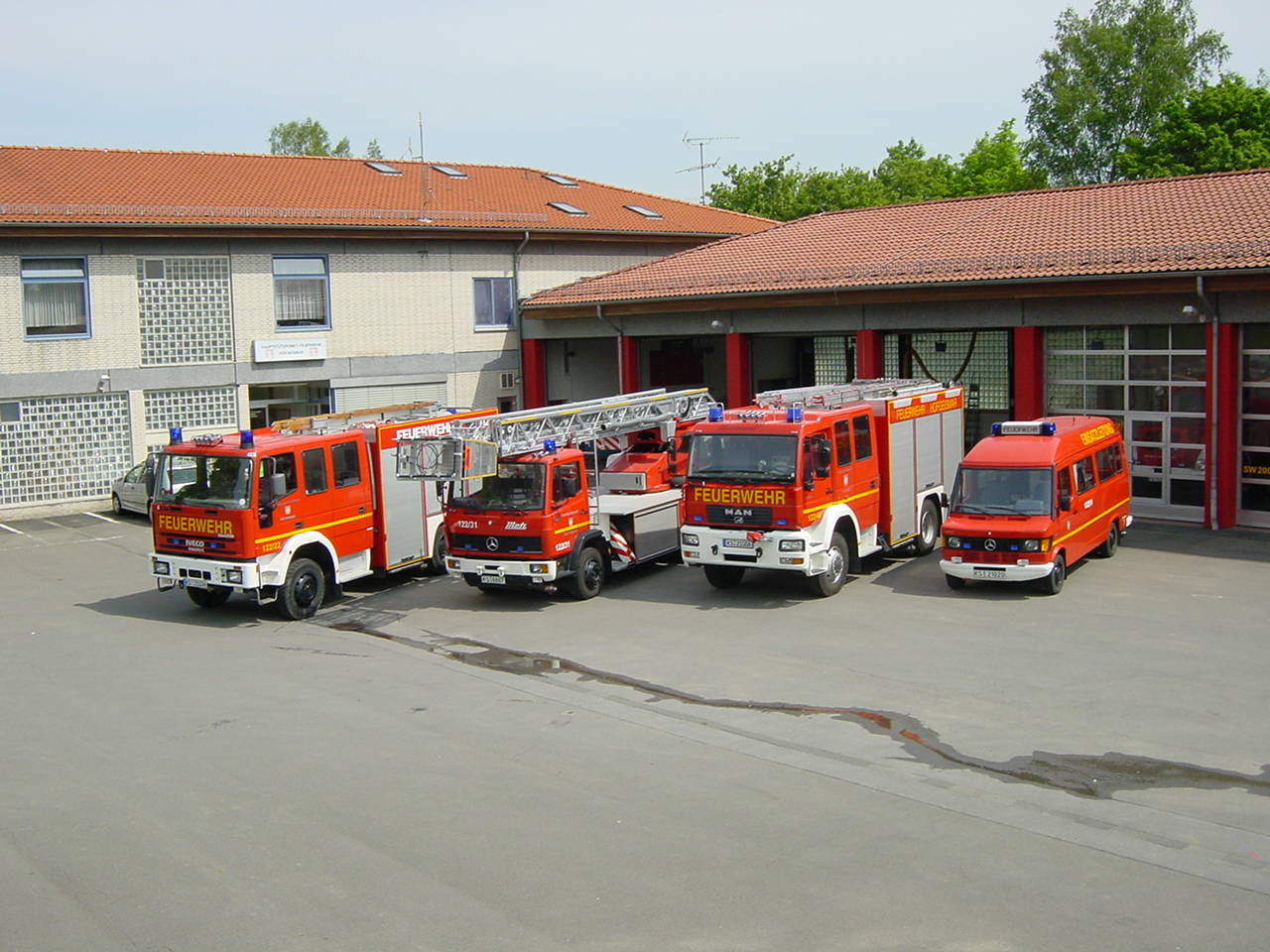
Exemple de véhicules construits par MAN : camions de pompiers

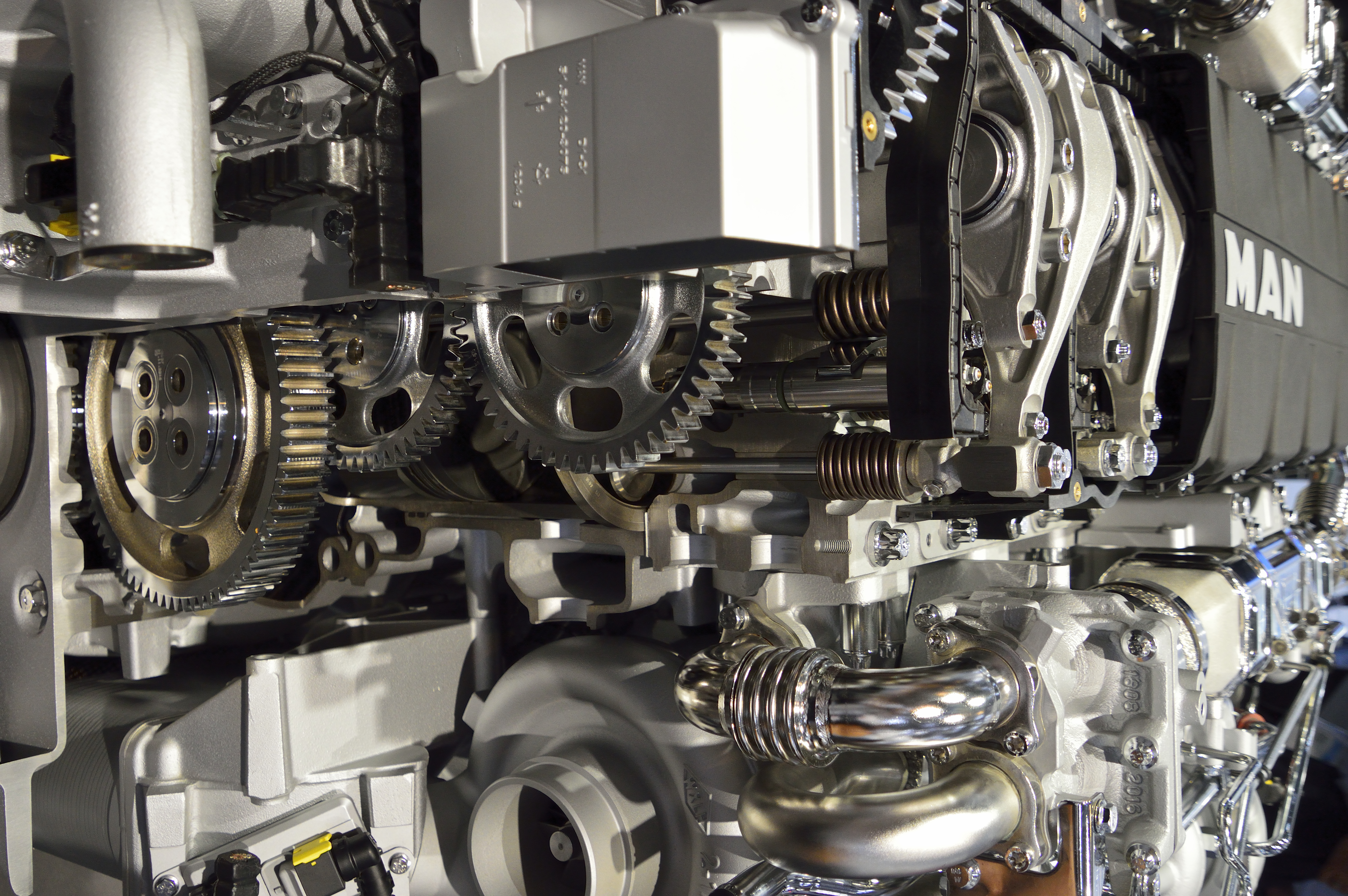
Moteur Diesel pour camion LF Man. Moteur avec cylindres en ligne à la norme européenne d'émission au salon de l'automobile de Francfort en 2018

En Europe, Afrique et Asie (MAN Truck & Bus) :
- MAN TGX en 2007 et MAN TGX nouvelle génération en 2020 (PTAC >16 tonnes): tracteur ou porteur pour le transport lourd long-courrier.
- MAN TGS (PTAC >16 tonnes), en 2007 : transport lourd dans les secteurs du BTP et de la distribution.
- MAN TGM (PTAC 13 à 26 tonnes), en 2005 : véhicule de moyen tonnage.
- MAN TGL (PTAC 7 à 12 tonnes), en 2005 : véhicule de léger tonnage.
- MAN TGE (PTAC 3 à 5,5T), en 2017 : véhicule utilitaire produit par Volkswagen.
- MAN CLA, en 2006 : camion robuste produit en Inde avec Force Motors[27].

En Amérique latine (MAN Latin America) :
- Volkswagen Constellation (PTAC >13 tonnes).
- Volkswagen Worker (PTAC 8 à 31 tonnes).
- Volkswagen Delivery I (PTAC 5 à 9 tonnes).
- MAN TGX et MAN TGS (PTAC > 16 tonnes), commercialisés à partir de 2011[29].

Anciens modèles n'étant plus commercialisés :

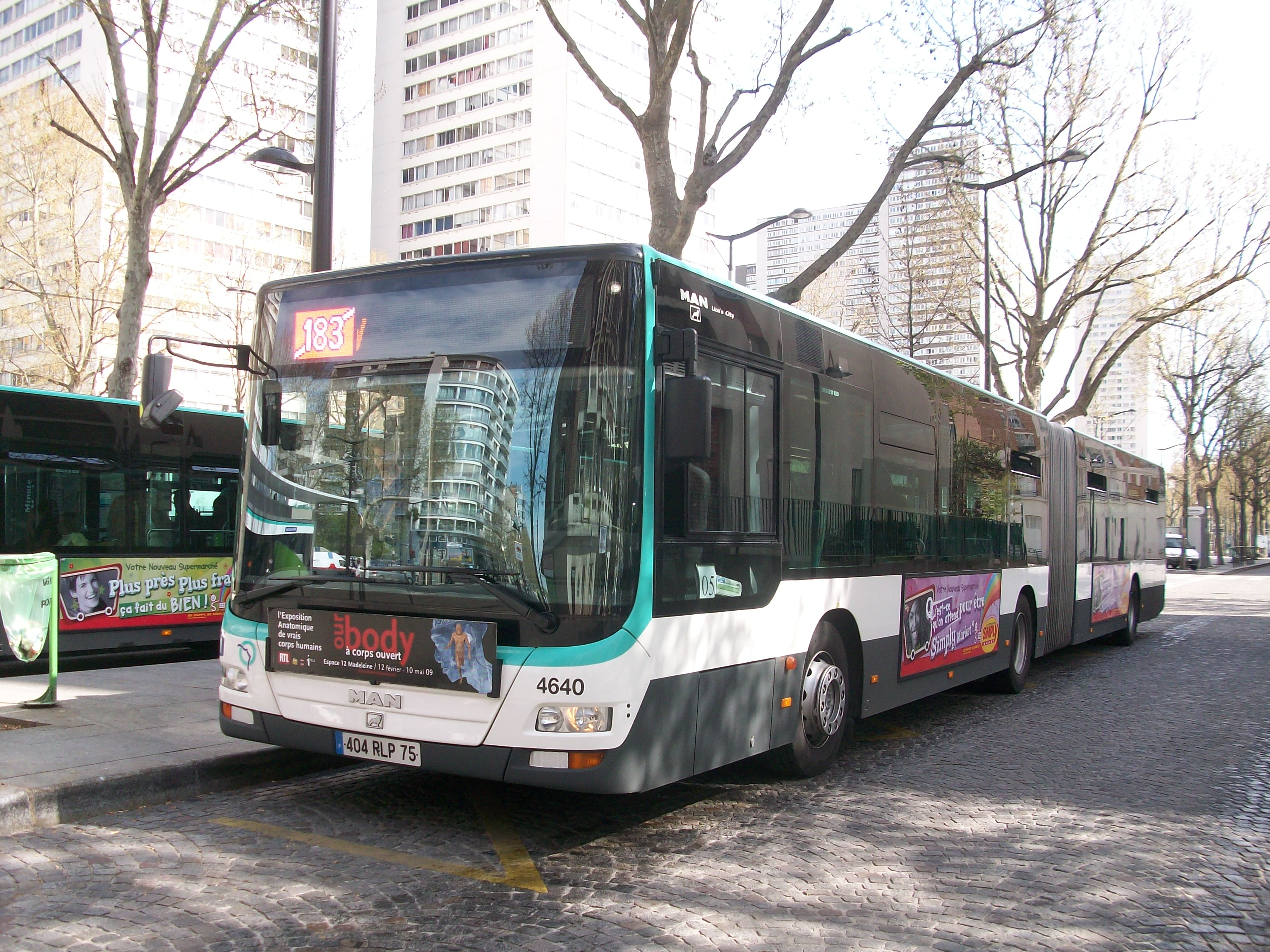
MAN Lion's City articulé de la RATP.

- MAN TGA, en 2000
- MAN L, M et F2000, en 1999
- MAN L, M et F2000Evo
- MAN L, M et F90
- MAN F8, en 1986

### Autobus urbains
En Europe(MAN Truck & Bus) :
- Lion's City.
- MAN Lion's City Hybrid (autobus urbain hybride).
- MAN Lion's Classic.
- MAN NM 223 : midibus à plancher bas surbaissé.
- MAN NMT 222 : uniquement à Lyon, la base du véhicule est un MAN NM 222.
- Man Acev Stylus : midibus, circulant plus particulièrement dans les Antilles.

En Amérique latine (MAN Latin America) :
- Volksbus (châssis).

### Autocars
En Europe (MAN Truck & Bus, et Neoplan):

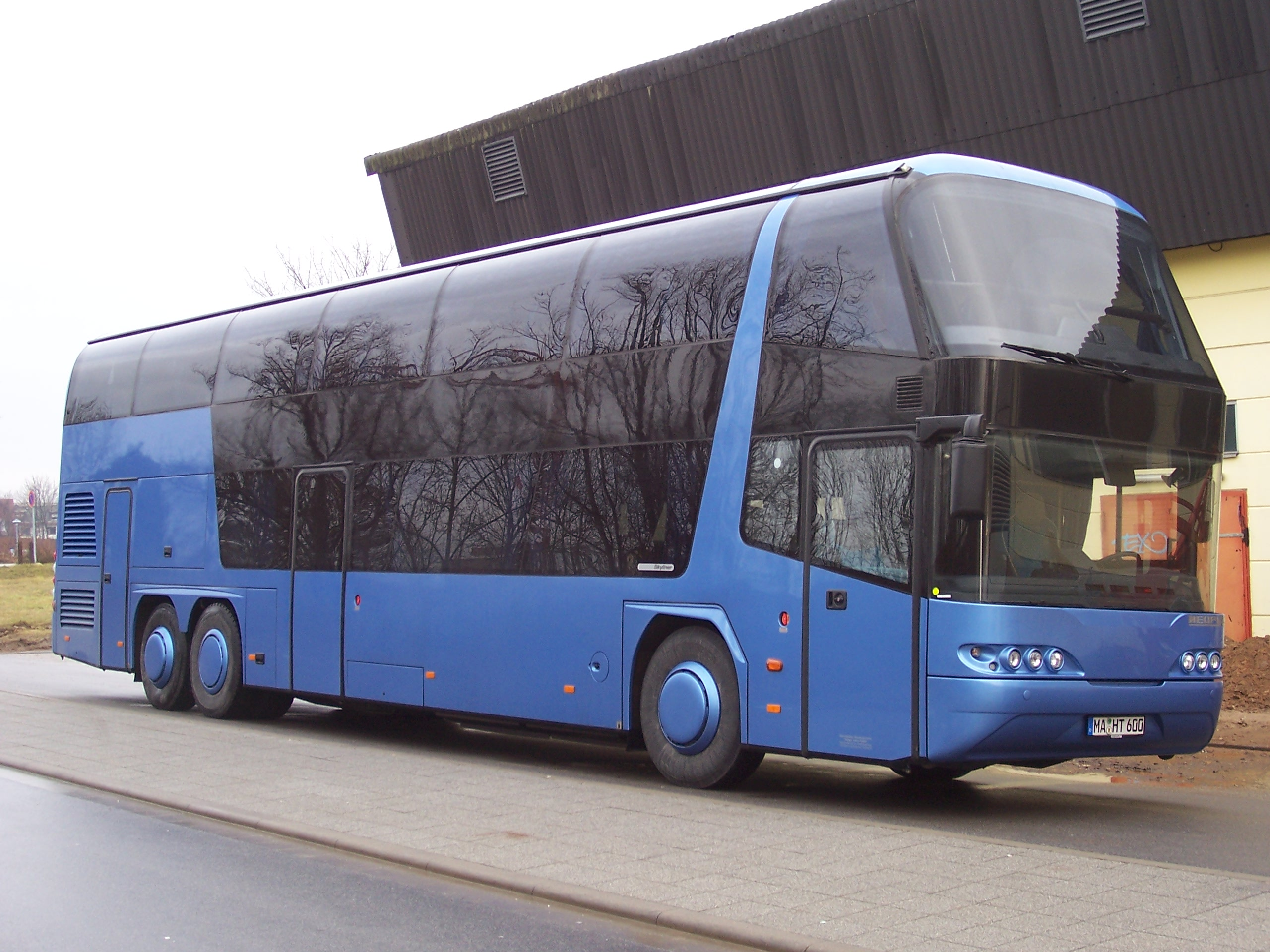
Bus Neoplan Skyliner.

- MAN Lion's Regio (moteur MAN D2066 LUH)
- MAN Lion's Coach
- Neoplan Starliner
- Neoplan Cityliner
- Neoplan Tourliner
- Neoplan Skyliner

En Amérique latine (MAN Latin America) :
- Volksbus (châssis)

### Moteurs Diesel navals et industriels

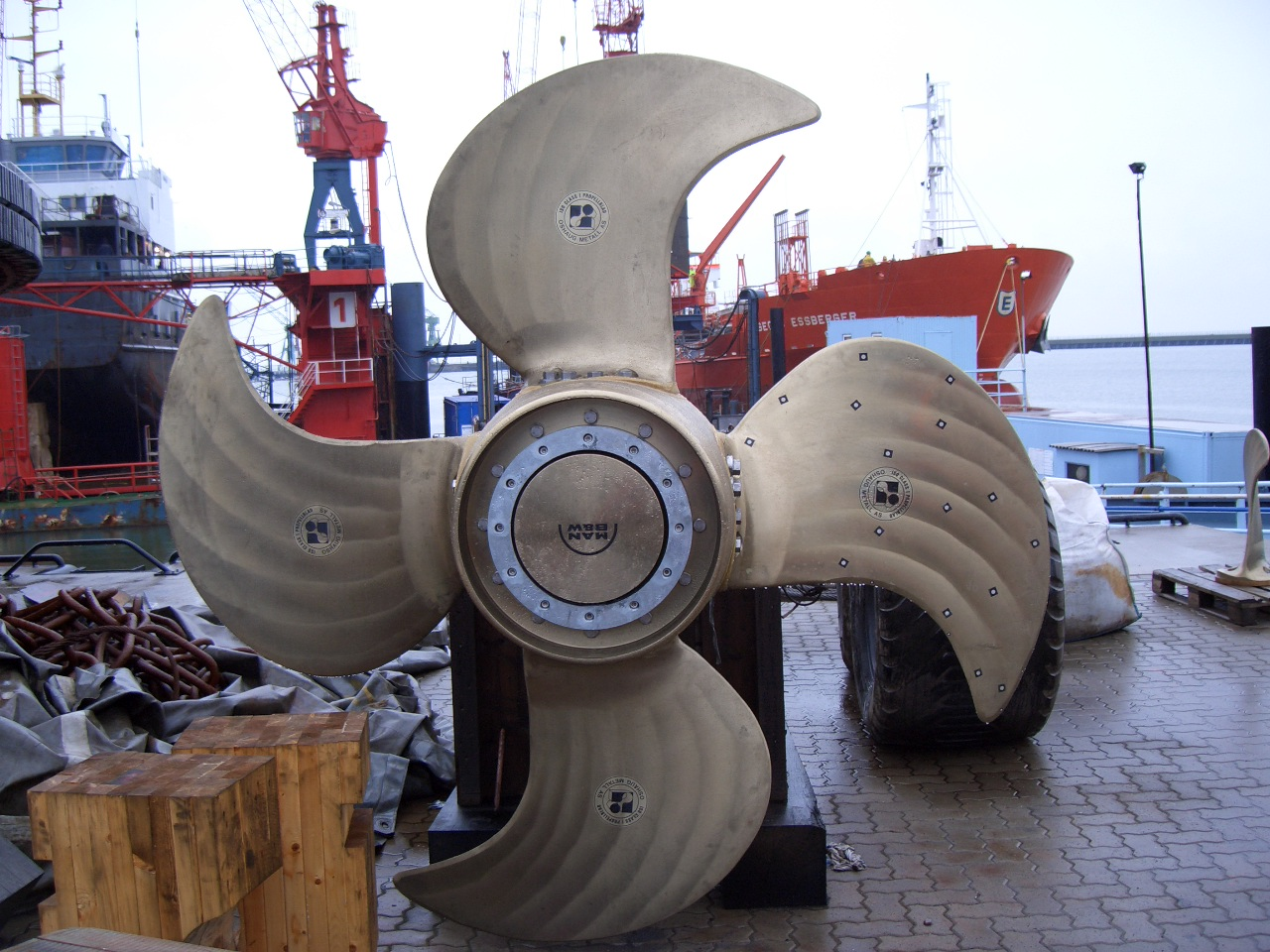
Hélice pour bateau MAN.

MAN Energy Solutions développe, fabrique et vend des moteurs Diesel :
- Moteurs deux temps pour propulsion navale[35] : usines à Augsbourg, Saint-Nazaire et Copenhague.
- Moteurs quatre temps pour la production d'électricité terrestre[36].

### Turbomachines
Produits fabriqués par MAN Energy Solutions :
- Turbocompresseur
- Turbines à vapeur